# Garcinia dioica
Garcinia dioica är en tvåhjärtbladig växtart som beskrevs av Carl Ludwig von Blume. Garcinia dioica ingår i släktet Garcinia och familjen Clusiaceae. Inga underarter finns listade i Catalogue of Life.